# A Night in Tunisia (album de 1960)
Pour l’article homonyme, voir A Night in Tunisia.
Albums de Art Blakey
The Big Beat
(1960) Like Someone in Love
(1960)

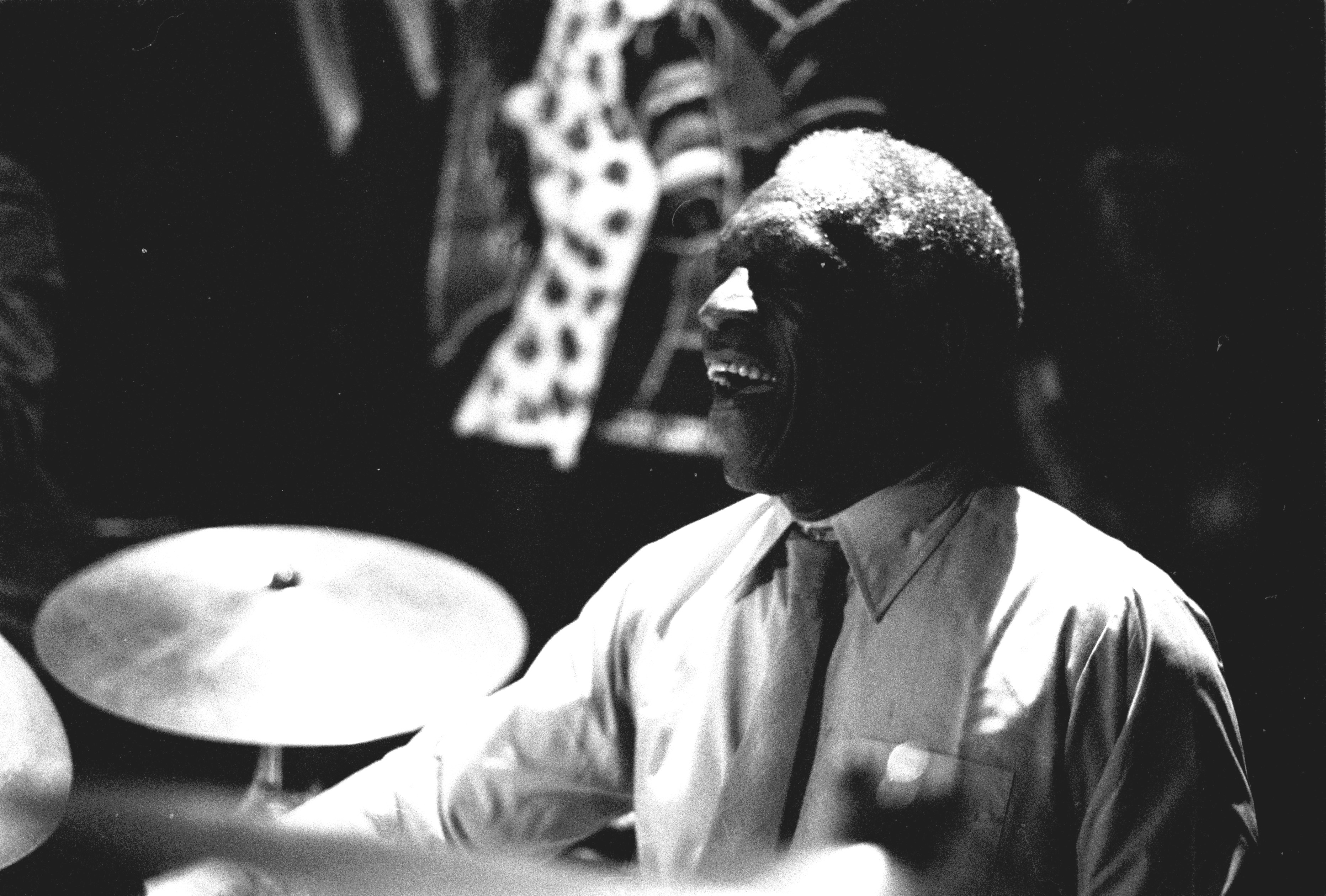
Art Blakey en 1985.

A Night in Tunisia est un album du batteur de jazz Art Blakey et de son groupe The Jazz Messengers enregistré en 1960 et sorti en 1961. Cet album porte le même titre qu'un autre album d'Art Blakey sorti en 1957 .

## Titres
| No | Titre              | Auteur                           | Durée |
| -- | ------------------ | -------------------------------- | ----- |
| 1. | A Night in Tunisia | Dizzy Gillespie, Frank Paparelli | 11:16 |
| 2. | Sincerely Diana    | Wayne Shorter                    | 6:50  |
| 3. | So Tired           | Bobby Timmons                    | 6:39  |
| 4. | Yama               | Lee Morgan                       | 6:23  |
| 5. | Kozo's Waltz       | Lee Morgan                       | 6:20  |

## Musiciens
- Art Blakey - Batterie
- Lee Morgan - Trompette
- Wayne Shorter - Saxophone ténor
- Bobby Timmons - Piano
- Jymie Merritt - Contrebasse